# Bettina Stangneth
Bettina Stangneth, född 1966 i Lübeck, är en tysk filosof. Hon disputerade år 1997 på en avhandling om Immanuel Kant. Stangneth har skrivit flera böcker om nazism och antisemitism, bland annat om Adolf Eichmann.